# Macromia pinratani
Macromia pinratani – gatunek ważki z rodziny Macromiidae. Występuje w Laosie, Tajlandii i Wietnamie. W 2024 roku Kosterin i Delfosse uznali ten takson za podgatunek Macromia pyramidalis, zaś Macromia pinratani vietnamica zsynonimizowali z Macromia pyramidalis pyramidalis.